# Чтение по губам

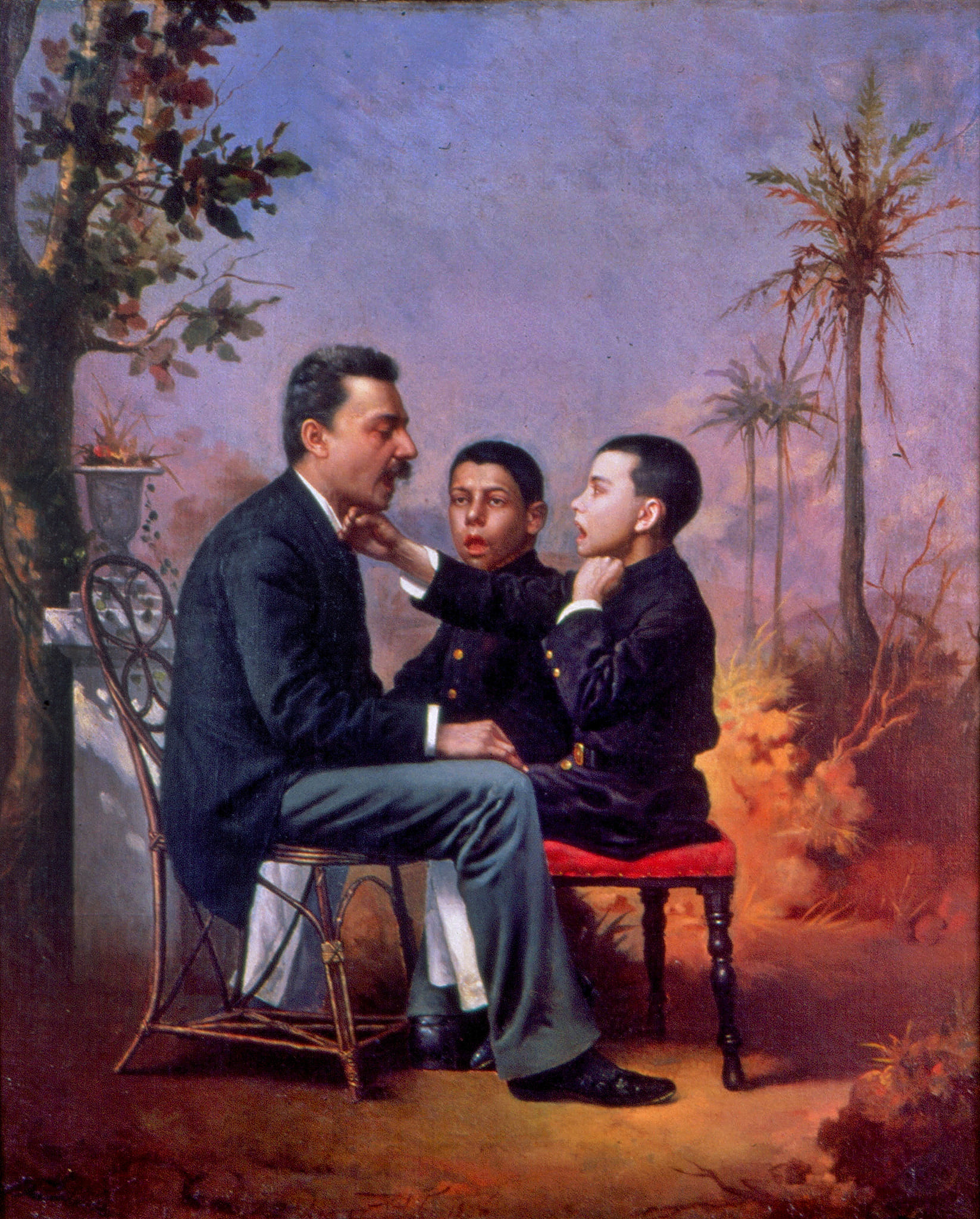
Обучение глухих детей говорить и читать по губам

Чтение по губам, также чтение с губ — понимание речи наблюдением артикуляции говорящего.

## Развитие
При чтении с губ активируется не только зрительная кора мозга, но и слуховая, что происходит и при распознавании слышимой речи.
Даже новорождённые дети пытаются имитировать движения губами и языком, увиденные у взрослых. Младенцы дольше смотрят на источник визуального стимула, если ему соответствует одновременно происходящий аудиальный стимул (в отличие от, например, записи звука). Дети в 4—8 месяцев обращают особое внимание на движения губ говорящих как на родном для себя языке, так и на других языках. После 12 месяцев они перестают следить за губами говорящих на родном языке. Во взрослом возрасте глухие читают по губам лучше слышащих из-за постоянной практики, разница начинает быть заметной с 14 лет. Среди глухих данный навык лучше развит у тех, кто терял слух постепенно, а не внезапно.
В основном чтение по губам используется глухими и слабослышащими. При этом у слабослышащих оно более успешно, если при этом речь слышна хотя бы частично. Для упрощения чтения по губам может использоваться вспомогательная жестовая система, к примеру, маноральная речь. Существуют также автоматизированные средства чтения с губ. Успешность чтения по губам зависит от способности к образному мышлению и аналитическому восприятию, а также зрительной памяти. Чтение по губам усложняется при плохом освещении и наличии у говорящего бороды или усов.

## Различение звуков
Читать по губам сложнее, чем слышать. В случае с русским языком, читающим по губам видны только гласные и артикулируемые губами согласные; звонкость-глухота, мягкость-твёрдость, йотирование и его отсутствие, а также ударение зрительно либо почти не видны, либо не видны совсем. Наиболее просто определить гласные пары [i]~[ɨ], [a]~[e], [o]~[u]. Немного труднее для определения губно-губные согласные [p]~[pʲ]~[b]~[bʲ]~[m]~[mʲ] и губно-зубные согласные [f]~[fʲ]~[v]~[vʲ]. Довольно информативны звуки [ʂ]~[ɕː]~[ʐ]~[ʑː]~[ʨ]. Если кончик языка говорящего хорошо виден при произношении [l] и [lʲ], то эти звуки также относятся к легко идентифицируемым. Звуки [t]~[tʲ]~[d]~[dʲ]~[n]~[nʲ] слабоопознаваемы, остальные стабильно неопознаваемы ([s]~[sʲ]~[z]~[zʲ]~[j]~[ʦ]) или совершенно невидимы ([k]~[kʲ]~[g]~[gʲ]~[x]~[xʲ]).